# Gazalina
Gazalina är ett släkte av fjärilar. Gazalina ingår i familjen tandspinnare.
Kladogram enligt Catalogue of Life:
| Gazalina | \| \| Gazalina apsara \| \| \| \| \| \| Gazalina intermixta \| \| \| \| \| \| Gazalina nervosa \| \| \| \| \| \| Gazalina transversa \| \| \| \| \| \| Gazalina venosata \| \| \| \| |
|          | \| \| Gazalina apsara \| \| \| \| \| \| Gazalina intermixta \| \| \| \| \| \| Gazalina nervosa \| \| \| \| \| \| Gazalina transversa \| \| \| \| \| \| Gazalina venosata \| \| \| \| |
|          | Gazalina apsara |
|          | |
|          | Gazalina intermixta |
|          | |
|          | Gazalina nervosa |
|          | |
|          | Gazalina transversa |
|          | |
|          | Gazalina venosata |
|          | |